# Endless Wire (Gordon Lightfoot)
Endless Wire è un album in studio del cantautore canadese Gordon Lightfoot, pubblicato nel 1978.

## Tracce
1. Daylight Katy – 4:18
2. Sweet Guinevere – 3:16
3. Hangdog Hotel Room – 2:35
4. If There's a Reason – 4:52
5. Endless Wire – 4:07
6. Dreamland – 2:53
7. Songs the Minstrel Sang – 2:49
8. Sometimes I Don't Mind – 2:53
9. If Children Had Wings – 3:50
10. The Circle Is Small (I Can See It in Your Eyes) – 4:03